# Nodonema lineatum
Nodonema es un género monotípico de plantas perteneciente a la familia Gesneriaceae. Su única especie: Nodonema lineatum B.L.Burtt, es originaria de Nigeria y Camerún.

## Descripción
Es una pequeña hierba, rizomatosa. Los tallos cortos, con internodes contraídos, crece horizontalmente, llevando pocas hojas. Las hojas alternas, peciladas, las láminas elípticas, ovadas a suborbiculares, margen serrado-dentado, peluda. Las inflorescencias en cimas axilares, con pocas flores, con un corto pedúnculo, bracteolas muy pequeñas. El fruto es una cápsula subglobosa, pilosa.

## Taxonomía
Nodonema lineatum fue descrita por  Brian Laurence Burtt y publicado en Bulletin du Muséum National d'Histoire Naturelle, Section B, Adansonia. Botanique Phytochimie (Sér. 4), 3(4): 416. 1981[1982].
Etimología
Nodonema: nombre genérico que deriva de las palabras del griego antiguo: οδον, odon = "diente", y νημα, nēma = "peluda"; en alusión a los filamentos no punzantes (en contraste con Acanthonema).
lineatum: epíteto latíno que significa "linear"